# Championnat de Belgique de football de troisième division 1969-1970
Navigation
saison précédente saison suivante
Le Championnat de Belgique de football Division 3 1969-1970 est la 41e édition du championnat de troisième niveau national de football en Belgique. Il conserve le même format que la saison précédente, à savoir deux séries de 16 équipes, qui se rencontrent deux fois chacune pendant la saison. Les deux champions sont promus en Division 2, tandis que les deux derniers de chaque série sont relégués en Promotion.
Les deux séries sont âprement disputées en ce qui concerne la lutte pour le titre. Fait assez rare, ce sont deux clubs montant de « Promotion » qui décrochent les lauriers: la R. AA Louviéroise et l'AS Eupen. Ces deux formations accèdent pour la première fois à la Division 2.
Dans chacune des séries, un cercle est rapidement distancé. Brasschaat et Zwevegem quittent un 3e niveau où ils ne sont pas encore revenu en 2015. Les deux autres places descendantes font l'objet d'une lutte très intense. Un test-match est même nécessaire pour départager Courtrai et Marchienne dans la « Série A », aux dépens des Carolorégiens. Dans l'autre groupe, Montegnée termine un point trop court derrière Herentals.

## Clubs participants
Les dénominations des clubs sont celles employées à l'époque. Les matricules renseignés en gras indiquent les clubs qui existent toujours en 2015, les autres ont disparu.

### Série A

#### Participants Série A
| #  | Nom                                         | Mat. | Ville            | Stades             | En D3 depuis    | Total en D3 | Saison précéd.           |
| -- | ------------------------------------------- | ---- | ---------------- | ------------------ | --------------- | ----------- | ------------------------ |
| 1  | Koninklijke Vanneste Genootschap Oostende   | 31   | Ostende          | ??                 | 1964-1965 (6e)  | 23 saisons  | 9e Série B               |
| 2  | Royal Albert Elisabeth Club Mons            | 44   | Mons             | Charles Tondreau   | 1961-1962 (9e)  | 37 saisons  | 5e Série B               |
| 3  | Royal Cercle Sportif La Forestoise          | 51   | Forest           | Communal           | 1968-1969 (2e)  | 11 saisons  | 10e Série B              |
| 4  | Koninklijke Sport-Club Menen                | 56   | Menin            | ???                | 1968-1969 (2e)  | 16 saisons  | 6e Série B               |
| 5  | Koninklijke Sport-Club Eendracht Aalst      | 90   | Alost            | Pierre Cornelis    | 1966-1967 (4e)  | 13 saisons  | 7e Série B               |
| 6  | Koninklijke Sport Kring Roeselare           | 134  | Roulers          | 't Motje           | 1960-1961 (10e) | 20 saisons  | 4e Série B               |
| 7  | Royal Racing club Tirlemont                 | 132  | Malines          | J. Bergé           | 1968-1969 (2e)  | 17 saisons  | 9e Série A               |
| 8  | Union Royale Namur                          | 156  | Namur            | des Champs-Elysées | 1967-1968 (3e)  | 25 saisons  | 3e Série B               |
| 9  | Koninklijke Football Club Vigor Hamme       | 211  | Hamme            | Gemeentelijk       | 1962-1963 (8e)  | 15 saisons  | 8e Série B               |
| 10 | Royal Excelsior Mouscron                    | 224  | Mouscron         | Le Canonnier       | 1963-1964 (6e)  | 6 saisons   | 11e Série B              |
| 11 | Royale Association Marchiennoise des Sports | 278  | Marchienne-au-P. | Communal           | 1967-1968 (3e)  | 19 saisons  | 14e Série B              |
| 12 | White Star Club Lauwe                       | 535  | Lauwe            | ??                 | 1965-1966 (5e)  | 5 saisons   | 2e Série B               |
| 13 | Voetbal Club Zwevegem Sport                 | 3521 | Zwevegem         | Gemeentelijke      | 1962-1963 (8e)  | 8 saisons   | 12e Série B              |
| 14 | Racing Jette                                | 4549 | Jette            | Communal           | 1965-1966 (5e)  | 5 saisons   | 13e Série A              |
| 15 | Koninklijke Kortrijk Sport                  | 19   | Courtrai         | Guldensporen       | 1969-1970 (1er) | 17 saisons  | Promotion - Série A, 1er |
| 16 | Royale Association Athlétique Louviéroise   | 93   | La Louvière      | ???                | 1969-1970 (1er) | 25 saisons  | Promotion - Série C, 1er |

#### Localisations Série A
| \| Racing Jette La Forestoise Roulers Zwevegem Courtrai Lauwe Menin VG Oostende Alost Hamme Tirlemont Mons La Louvière Mouscron Namur Marchienne \| Localisation des clubs engagés en Division 3A 1969-1970 |
| Racing Jette La Forestoise Roulers Zwevegem Courtrai Lauwe Menin VG Oostende Alost Hamme Tirlemont Mons La Louvière Mouscron Namur Marchienne                                                               |

### Série B
| #  | Nom                                                       | Mat. | Ville      | Stades            | En D3 depuis    | Total en D3 | Saison précéd.            |
| -- | --------------------------------------------------------- | ---- | ---------- | ----------------- | --------------- | ----------- | ------------------------- |
| 1  | Royal Football Club Sérésien                              | 17   | Seraing    | Pairay            | 1969-1970 (1er) | 17 saisons  | ¨Division 2, 16e          |
| 2  | Koninklijke Football Club Herentals                       | 97   | Herentals  | St-Janneke        | 1969-1970 (1er) | 17 saisons  | ¨Division 2, 15e          |
| 3  | Koninklijke Sporting Club Hasselt                         | 37   | Hasselt    | Stedelijke        | 1966-1967 (4e)  | 14 saisons  | 5e Série A                |
| 4  | Koninklijke Lyra                                          | 52   | Lierre     | Lyrastadion       | 1961-1962 (9e)  | 9 saisons   | 4e Série A                |
| 5  | Koninklijke Boom Football Club                            | 58   | Boom       | Parc communal     | 1965-1966 (5e)  | 11 saisons  | 3e Série A                |
| 6  | Royal Racing Football Club Montegnée                      | 77   | Montegnée  | ??                | 1954-1955 (16e) | 31 saisons  | 13e Série A               |
| 7  | Koninklijke Willebroekse Sport Vereniging                 | 85   | Willebroek | Henry Pickery     | 1967-1968 (3e)  | 28 saisons  | 6e Série A                |
| 8  | Koninklijke Sport-Club Maccabi Voetbal Antwerp            | 201  | Hoboken    | Karel du Boislaan | 1968-1969 (2e)  | 2 saisons   | 2e Série A                |
| 9  | Kon. Amical Club & Verbroedering Brasschaat               | 228  | Brasschaat | Gemeentelijke     | 1965-1966 (5e)  | 5 saisons   | 14e Série A               |
| 10 | Koninklijke Football Club Winterslag                      | 322  | Winterslag | Noordlaan         | 1964-1965 (6e)  | 15 saisons  | 12e Série A               |
| 11 | Koninklijke Oud-Leerlingen St-Eduardus Merksem Sport-Club | 544  | Merksem    | Gemeentelijk      | 1963-1964 (7e)  | 15 saisons  | 10e Série A               |
| 12 | Witgoor Sport Dessel                                      | 2065 | Dessel     | Jef Luyten        | 1968-1969 (2e)  | 2 saisons   | 11e Série A               |
| 13 | Vrij en Vlug Overpelt-Fabriek                             | 2554 | Overpelt   | De Leukens        | 1957-1958 (13e) | 13 saisons  | 7e Série A                |
| 14 | Puurs Excelsior Football Club                             | 3855 | Puurs      | Gemeentelijk      | 1967-1968 (3e)  | 3 saisons   | 8e Série A                |
| 15 | Voetbal Club Westerlo                                     | 2024 | Westerlo   | ???               | 1969-1970 (1er) | 1 saison    | ¨Promotion - Série C, 1er |
| 16 | Alliance Sportive Eupen                                   | 4276 | Eupen      | Kehrweg           | 1969-1970 (1er) | 2 saisons   | ¨Promotion - Série D, 1er |

#### Localisation - Série B
| \| Maccabi OLSE Merksem Willebroek Puurs Boom Brasschaat Lyra Herentals Westerlo Dessel Overpelt Winterslag Hasselt Montegnée Seraing Eupen \| Localisation des clubs engagés en Division 3A 1969-1970 |
| Maccabi OLSE Merksem Willebroek Puurs Boom Brasschaat Lyra Herentals Westerlo Dessel Overpelt Winterslag Hasselt Montegnée Seraing Eupen                                                               |

## Classements & Résultats

### Classement final - Série A
| Rang | Équipe                           | Pts | J  | G  | N  | P  | Bp | Bc | Diff |
| ---- | -------------------------------- | --- | -- | -- | -- | -- | -- | -- | ---- |
| 1    | R. AA LOUVIÉROISE                | 44  | 30 | 17 | 10 | 3  | 54 | 26 | +28  |
| 2    | R. AEC Mons                      | 39  | 30 | 16 | 7  | 7  | 56 | 28 | +28  |
| 3    | UR Namur                         | 38  | 30 | 15 | 8  | 7  | 46 | 25 | +21  |
| 4    | K. SC Eendracht Aalst            | 36  | 30 | 15 | 6  | 9  | 47 | 26 | +21  |
| 5    | R. Excelsior Mouscron            | 34  | 30 | 13 | 8  | 9  | 42 | 42 | 0    |
| 6    | K. SC Menen                      | 31  | 30 | 13 | 5  | 12 | 41 | 34 | +7   |
| 7    | FC Vigor Hamme                   | 31  | 30 | 13 | 5  | 12 | 42 | 36 | +6   |
| 8    | K. SK Roeselare                  | 30  | 30 | 11 | 8  | 11 | 41 | 45 | -4   |
| 9    | K. VG Oostende                   | 29  | 30 | 10 | 9  | 11 | 27 | 34 | -7   |
| 10   | R. CS La Forestoise              | 28  | 30 | 10 | 8  | 12 | 42 | 51 | -9   |
| 11   | R. RC Tirlemont                  | 27  | 30 | 10 | 7  | 13 | 24 | 31 | -7   |
| 12   | Racing Jette                     | 27  | 30 | 9  | 9  | 12 | 32 | 36 | -4   |
| 13   | White Star Club Lauwe            | 26  | 30 | 9  | 8  | 13 | 24 | 36 | -12  |
| 14   | K. Kortrijk Sport                | 24  | 30 | 9  | 6  | 15 | 42 | 54 | -12  |
| 15   | R. Ass. Marchiennoise des Sports | 24  | 30 | 9  | 6  | 15 | 21 | 40 | -19  |
| 16   | VC Zwevegem Sport                | 12  | 30 | 3  | 6  | 21 | 27 | 64 | -37  |

#### Résultats des rencontres - Série A
| Résultats (▼dom., ►ext.)                                   | AAL | FOR | HAM | JET | KOR | LAU | LOU | MAR | MEN | AEC | EXC | URN | RCT | VGO | ROE | ZWE |
| K. SC Eendracht Aalst                                      |     | 3-0 | 1-1 | 3-1 | 6-0 | 0-2 | 1-1 | 0-1 | 0-1 | 3-0 | 1-1 | 0-0 | 1-0 | 2-0 | 3-0 | 2-2 |
| R. CS La Forestoise                                        | 0-5 |     | 2-0 | 1-2 | 1-1 | 3-2 | 1-1 | 1-1 | 1-4 | 1-1 | 1-0 | 4-3 | 1-0 | 2-2 | 1-2 | 2-1 |
| K. FC Vigor Hamme                                          | 3-1 | 2-2 |     | 0-2 | 0-1 | 2-1 | 2-3 | 2-0 | 2-0 | 1-2 | 3-1 | 0-1 | 1-0 | 1-1 | 1-2 | 4-1 |
| Racing Jette                                               | 2-0 | 1-0 | 1-2 |     | 1-0 | 2-3 | 0-1 | 0-0 | 1-0 | 0-0 | 3-1 | 0-0 | 0-0 | 1-0 | 1-1 | 5-1 |
| KV Kortrijk                                                | 1-3 | 3-5 | 3-0 | 0-0 |     | 0-2 | 0-2 | 3-0 | 2-2 | 0-4 | 1-2 | 2-0 | 3-0 | 2-2 | 4-1 | 3-1 |
| White Star Club Lauwe                                      | 0-0 | 2-1 | 1-2 | 1-1 | 2-1 |     | 0-0 | 0-0 | 1-0 | 0-1 | 0-0 | 0-0 | 2-0 | 0-1 | 0-3 | 2-0 |
| R. AA Louviéroise                                          | 0-1 | 7-0 | 2-1 | 4-3 | 2-0 | 3-0 |     | 2-0 | 0-0 | 3-0 | 3-3 | 1-0 | 2-0 | 3-1 | 3-1 | 1-0 |
| R.A. Marchiennoise des Sp.                                 | 1-2 | 0-4 | 1-0 | 1-0 | 2-2 | 1-0 | 0-2 |     | 2-0 | 0-2 | 4-1 | 1-0 | 0-1 | 0-1 | 1-2 | 2-0 |
| K. SC Menen                                                | 1-2 | 1-4 | 0-3 | 2-1 | 2-0 | 4-1 | 3-1 | 2-0 |     | 2-0 | 1-2 | 2-1 | 3-0 | 3-1 | 1-3 | 1-2 |
| R. AEC Mons                                                | 3-1 | 1-0 | 1-1 | 4-0 | 2-2 | 1-0 | 3-0 | 6-0 | 2-0 |     | 0-0 | 1-1 | 0-1 | 5-1 | 3-0 | 5-2 |
| R. Excelsior Mouscron                                      | 1-0 | 0-2 | 4-0 | 3-1 | 1-2 | 1-0 | 1-1 | 2-0 | 1-4 | 1-1 |     | 1-6 | 1-0 | 1-1 | 1-0 | 3-1 |
| UR Namur                                                   | 1-0 | 1-0 | 0-0 | 5-2 | 2-1 | 5-0 | 1-1 | 1-1 | 2-1 | 2-0 | 2-0 |     | 2-0 | 1-0 | 5-1 | 2-1 |
| R. RC Tirlemont                                            | 1-0 | 1-0 | 1-0 | 1-0 | 3-2 | 1-1 | 1-1 | 2-0 | 0-0 | 0-1 | 1-2 | 0-1 |     | 1-2 | 3-1 | 2-0 |
| K. VG Oostende                                             | 0-1 | 2-0 | 0-1 | 0-0 | 2-1 | 0-0 | 1-1 | 1-0 | 1-0 | 2-1 | 1-2 | 0-0 | 0-0 |     | 0-3 | 2-1 |
| K. SK Roeselare                                            | 2-3 | 1-1 | 1-2 | 2-1 | 1-2 | 3-0 | 1-1 | 0-2 | 0-0 | 2-1 | 2-2 | 3-1 | 1-1 | 1-0 |     | 1-1 |
| VC Zwevegem Sport                                          | 0-2 | 1-1 | 0-5 | 0-0 | 3-0 | 0-1 | 1-2 | 1-2 | 0-1 | 2-5 | 0-3 | 2-0 | 3-3 | 0-2 | 0-0 |     |
| - Victoire à domicile - Match nul - Victoire à l'extérieur |     |     |     |     |     |     |     |     |     |     |     |     |     |     |     |     |

#### Test-match pour désigner le2edescendant
Deux clubs terminent à égalité de points et de victoires à la 14e place. Un test-match est disputé pour les départager et désigner le 2e descendant.
| Dates                                            | Domicile          | Déplacement                             | Résultat | Remarques                    |
| ------------------------------------------------ | ----------------- | --------------------------------------- | -------- | ---------------------------- |
| 1er mai 1970                                     | K. Kortrijk Sport | R. Association Marchiennoise des Sports | 2-1      | Terrain de l'Eendracht Alost |
| R. Association Marchiennoise des Sports reléguée |                   |                                         |          |                              |

#### Résumé
La série est fort disputée entre deux cercles hennuyers, l'AEC Mons et l'AA Louviéroise qui monte de « Promotion ». Dans un premier temps, le principal rival est le SK Roeselare puis, alors que les Roulariens s'écroulent, c'est l'Eendracht Alost qui vient se mêler à la bagarre. L'UR Namur effectue de nouveau un excellent 2e tour, mais termine trop court. Ce sont les « Loups » qui émergent et montent en Division 2 pour la première fois de leur Histoire.
Dans le bas du classement, Zwevegem Sport est rapidement distancé. On pense longtemps que le Lauwe va être le 2e descendant, mais « White Star Club » réussit sa fin de parcours et assure son maintien. Le second siège basculant est disputé entre le KV Kortrijjk et l'Association Marchiennoise des Sports qui doit se résoudre à un « test-match ». Les Courtraisiens assurent leur survie en Division 3. La « RAMS » devra patienter 7 saisons et un retour en Provinciales avant de revenir au 3e niveau. Zwevegem n'y remontera plus.

### Classement final - Série B
| Rang | Équipe                          | Pts | J  | G  | N  | P  | Bp | Bc | Diff |
| ---- | ------------------------------- | --- | -- | -- | -- | -- | -- | -- | ---- |
| 1    | AS EUPEN                        | 40  | 30 | 14 | 12 | 4  | 42 | 21 | +21  |
| 2    | R. FC Sérésien                  | 37  | 30 | 14 | 9  | 7  | 53 | 29 | +24  |
| 2    | VC Westerlo                     | 37  | 30 | 14 | 9  | 7  | 45 | 36 | +9   |
| 4    | K. SC Maccabi Voetbal Antwerpen | 34  | 30 | 14 | 6  | 10 | 37 | 28 | +9   |
| 5    | K. OLSE Merksem SC              | 33  | 30 | 13 | 7  | 10 | 42 | 32 | +10  |
| 6    | K. Boom FC                      | 33  | 30 | 12 | 9  | 9  | 38 | 25 | +13  |
| 7    | K. Willebroekse SV              | 33  | 30 | 11 | 11 | 8  | 33 | 29 | +4   |
| 8    | V& V Overpelt-Fabriek           | 32  | 30 | 10 | 12 | 8  | 43 | 27 | +16  |
| 9    | K. Lyra                         | 31  | 30 | 13 | 5  | 12 | 43 | 40 | +3   |
| 10   | K. FC Winterslag                | 29  | 30 | 11 | 7  | 12 | 39 | 41 | -2   |
| 11   | Witgoor Sport Dessel            | 29  | 30 | 10 | 9  | 11 | 30 | 34 | -4   |
| 12   | K. SC Hasselt                   | 29  | 30 | 10 | 9  | 11 | 34 | 40 | -6   |
| 13   | Puurs Excelsior FC              | 28  | 30 | 9  | 10 | 11 | 38 | 33 | +5   |
| 14   | K. FC Herentals                 | 26  | 30 | 9  | 8  | 13 | 33 | 39 | -6   |
| 15   | R. Racing FC Montegnée          | 25  | 30 | 10 | 5  | 15 | 28 | 49 | -21  |
| 16   | K. AC&V Brasschaat              | 4   | 30 | 0  | 4  | 26 | 13 | 88 | -75  |

#### Résultats des rencontres - Série B
| Résultats (▼dom., ►ext.)                                   | MAC | BOO | BRA | WIT | EUP | HAS | HER | LYR | MON | MER | OVE | PUU | SER | WES | WIL | WIN |
| K. SC Maccabi V.A.                                         |     | 0-4 | 3-0 | 1-1 | 1-3 | 3-0 | 4-0 | 0-2 | 2-0 | 0-1 | 2-2 | 1-0 | 1-0 | 0-0 | 2-1 | 2-0 |
| K. Boom FC                                                 | 1-0 |     | 3-0 | 0-1 | 0-2 | 1-1 | 1-2 | 1-2 | 3-0 | 1-0 | 3-1 | 0-2 | 0-0 | 0-0 | 2-0 | 1-1 |
| K. AVC Braasschat                                          | 0-3 | 0-5 |     | 1-1 | 0-2 | 1-2 | 1-3 | 0-3 | 0-1 | 0-4 | 0-5 | 0-5 | 0-3 | 1-3 | 1-2 | 0-2 |
| Witgoor Sport Dessel                                       | 0-1 | 0-0 | 4-0 |     | 1-1 | 2-0 | 2-1 | 0-4 | 2-0 | 0-1 | 0-1 | 0-1 | 1-0 | 1-3 | 0-0 | 3-2 |
| AS Eupen                                                   | 1-0 | 2-0 | 3-0 | 1-1 |     | 2-2 | 5-0 | 3-1 | 2-0 | 2-2 | 0-0 | 3-1 | 0-3 | 0-0 | 0-0 | 2-1 |
| K. SC Hasselt                                              | 1-1 | 0-0 | 4-1 | 1-1 | 0-1 |     | 1-1 | 1-1 | 3-0 | 2-1 | 0-1 | 1-0 | 2-4 | 2-1 | 1-1 | 4-1 |
| K. FC Herentals                                            | 2-1 | 1-2 | 3-0 | 1-0 | 3-2 | 0-1 |     | 1-1 | 4-0 | 2-1 | 0-0 | 0-1 | 1-2 | 0-1 | 1-1 | 0-0 |
| K. Lyra                                                    | 1-2 | 0-1 | 1-1 | 4-0 | 0-0 | 0-1 | 1-0 |     | MON | 0-2 | 2-1 | 4-2 | 4-2 | 3-0 | 0-0 | 0-1 |
| R. Racing FC Montegnée                                     | 2-1 | 1-3 | 3-0 | 1-0 | 1-0 | 4-2 | 1-1 | 2-4 |     | MER | 0-5 | 0-2 | 1-4 | 2-0 | 2-1 | 0-2 |
| K. OLSE Merksem SC                                         | 1-1 | 0-2 | 4-0 | 3-1 | 0-1 | 0-0 | 2-1 | 2-1 | 1-0 |     | 4-0 | 3-1 | 0-0 | 2-4 | 1-1 | 3-2 |
| V&V Overpelt-Fabriek                                       | 0-1 | 2-2 | 4-0 | 0-0 | 1-1 | 0-1 | 0-1 | 2-0 | 0-0 | 1-0 |     | 1-1 | 2-2 | 1-0 | 4-0 | 4-0 |
| Puurs Excelsior FC                                         | 0-1 | 1-1 | 1-1 | 0-1 | 0-0 | 1-0 | 3-1 | 4-0 | 1-1 | 2-0 | 1-2 |     | 3-3 | 2-2 | 0-2 | 0-0 |
| R. FC Sérésien                                             | 2-0 | 3-0 | 2-0 | 0-0 | 1-1 | 1-0 | 1-1 | 1-2 | 4-0 | 4-0 | 0-0 | 2-2 |     | 5-0 | 1-0 | 2-1 |
| VC Westerlo                                                | 1-0 | 1-1 | 2-2 | 2-0 | 2-1 | 3-1 | 1-1 | 4-0 | 1-0 | 0-2 | 3-3 | 1-0 | 1-0 |     | 3-2 | 5-2 |
| K.Willebroekse SV                                          | 1-1 | 1-0 | 3-1 | 2-5 | 0-0 | 5-0 | 1-0 | 1-0 | 0-1 | 2-1 | 1-1 | 2-1 | 1-0 | 0-0 |     | 2-0 |
| K. FC Winterslag                                           | 1-2 | 1-0 | 4-2 | 3-1 | 0-1 | 2-0 | 2-1 | 1-2 | 1-1 | 1-1 | 1-0 | 0-0 | 5-1 | 2-1 | 0-0 |     |
| - Victoire à domicile - Match nul - Victoire à l'extérieur |     |     |     |     |     |     |     |     |     |     |     |     |     |     |     |     |

#### Test-match pour désigner le2eclassé
Deux formations terminent à égalité de points et de victoires à la 2e place. Un test-match est disputé pour les départager et désigner l'équipe qui participe au « Barrage des deuxièmes ».
| Dates                 | Domicile       | Déplacement | Résultat | Remarques              |
| --------------------- | -------------- | ----------- | -------- | ---------------------- |
| 17 mai 1970           | R. FC Sérésien | VC Westerlo | 0-1      | Terrain du VC Westerlo |
| VC WESTERLO classé 2e |                |             |          |                        |

#### Résumé
Cette série est également très indécise en ce qui concerne la lutte pour le titre. Le FC Sérésien qui redescend de Division 2 mène longtemps la danse et semble en voie de retrouver directement l'antichambre. Les principaux challengers des « Tigres »
s'appellent OLSE Merksem, Maccabi Anvers, FC Winterslag (qui s'effondre au 2e tour), mais également les deux montants de « Promotion », Eupen et KVC Westerlo.
La compétition est entrecoupée de plusieurs remises partielles dès l'entrée de hiver. Seraing craque lors de match d'alignement et se fait dépasser la l'AS Eupen qui résiste tant bien que mal à la pression finale (3 nuls et une victoire) mais accède pour la première fois à la D2. . Plusieurs équipes de tête multiplient les pertes de points en fin de parcours. Un test-match pour l'honneur apporte la deuxième place à Westerlo, ce qui donne le fait assez rare d'avoir deux promus sur les deux plus hautes marches du podium.
La lutte pour le maintien concerne essentiellement la désignation du 15e classé car l'Amical & Verbroedering Club Brasschaat, sauvé par un match d'appui la saison précédente, est complètement dépassé (4 points et aucune victoire). Le club glissera en p. 1 anversoise douze mois plus tard. Il prendra le nom de « K. FC Brasschaat » en 1977 mais ne fera qu'une petite apparition de trois saisons en « Promotion » dans les années 1980.
Le Witgoor Dessel et Montegnée sont longtemps impliquées dans une bagarre pour leur survie en D3. Alors que Puurs et le Lyra prennent les points nécessaires pour éviter d'être concernés et que le « Witgoor » prend assez de distances avec la zone rouge, le K. FC Herentals, qui descend de Division 2, loupe son deuxième tour et semble se rapprocher d'une seconde relégation consécutive.
La lutte reste intense jusqu'à l'ultime journée. Malgré quatre victoires de suite pour finir, Montegnée est un point trop court derrière son rival campinois. C'est la fin des belles années pour le Racing FC Montegnée qui ne retrouvera la Division 3 que 35 ans plus tard, et seulement pour un aller/retour d'une saison.

## Désignation du «Champion de Division 3»
Le titre de « Champion de Division 3 » est attribué après une confrontation aller/retour entre les vainqueurs de chacune des deux séries.
| Dates                      | Domicile          | Déplacement       | Résultat | Remarques |
| -------------------------- | ----------------- | ----------------- | -------- | --------- |
| 17 mai 1970                | R. AA Louviéroise | AS Eupen          | 4-1      |           |
| 24 mai 1970                | AS Eupen          | R. AA Louviéroise | 2-2      |           |
| R. AA LOUVIEROISE champion |                   |                   |          |           |

Précisons que ce mini-tournoi n'a qu'une valeur honorifique et n'influe pas sur la montée. Les deux champions de série sont promus.

## Barrage des deuxièmes
Un test-match est organisé afin de départager les clubs ayant terminé à la 2e place de leur série. Le but est de « classer » ces formations dans le cas où une place se libère dans les divisions supérieures.
| Dates       | Domicile    | Déplacement | Résultat | Remarques            |
| ----------- | ----------- | ----------- | -------- | -------------------- |
| 24 mai 1970 | R. AEC Mons | VC Westerlo | 7-1      | Terrain du Daring CB |

Aucune place ne se libère, Mons n'est pas promu.

## Meilleurs buteurs
- Série A : ?
- Série B : ?

## Récapitulatif de la saison
- Champion A: R. AA Louviéroise (1er titre en D3)
- Champion B: AS Eupen (1er titre en D3)
- Treizième titre de D3 pour la Province de Hainaut
- Dix-huitième titre de D3 pour la Province de Liège

| Région flamande (21)            | Région flamande (21) | Province de Brabant (3)      | Province de Brabant (3) | Région wallonne (8)    | Région wallonne (8) |
| ------------------------------- | -------------------- | ---------------------------- | ----------------------- | ---------------------- | ------------------- |
| Province d'Anvers               | 10                   | Région de Bruxelles-Capitale | 2                       | Province de Hainaut    | 4                   |
| Province de Flandre-Occidentale | 6                    | Province du Brabant flamand  | 1                       | Province de Liège      | 3                   |
| Province de Flandre-Orientale   | 2                    | Province du Brabant wallon   | 0                       | Province de Luxembourg | 0                   |
| Province de Limbourg            | 3                    |                              |                         | Province de Namur      | 1                   |

1. ↑  Au niveau footballistique, la province de Brabant est toujours unitaire malgré sa partition territoriale en 1995.

### Admissions - Relégations
Eupen et La Louvière  montent (pour la première fois de leur Histoire) en Division 2, d'où sont relégués le Patro Eisden et le RC Tournai.
Brasschaat, Marchienne, Montegnée et Zwevegem sont renvoyés en Promotion, d'où sont promus Bastogne, Dessel Sport, Oudenaarde et Tongres.
L'AC&V Brasschaat et Zwevegem Sport ne reviendront plus à ce niveau.

## Débuts en D3
Un club évolue pour la toute première fois au 3e niveau du football belge. Il est le 222 club différent à jouer à ce niveau.
- VC Westerlo est le 47e club anversois différent à évoluer à ce niveau.